# Незнайка на Луне (мультфильм)
«Незна́йка на Луне́» — российский музыкальный мультсериал, снятый по мотивам одноимённой книги (1964) Николая Носова на основе иллюстраций Генриха Валька, который проиллюстрировал самое первое издание этой книги (1965). Премьера состоялась на видеокассетах (VHS) в 2 частях (первые 6 серий вышли в декабре 1997 года, а остальные 6 — в декабре 1999 года).
Считается, что данный мультфильм — сатира на капитализм. Цветочный город — олицетворение СССР с идеальным коммунизмом, а Луна — олицетворение капиталистических стран, в частности США. В Цветочном городе нет классового строя, но действует общий труд, а блага с труда принадлежат коротышкам (то есть рабочим) и нет денег как таковых. На Луне есть понятия частной собственности, товарные обращения, акционерные общества и монополизированный Спрутсом бизнес, тогда как сам Спрутс является олигархом.

## Сюжет.

### 1 серия. «Загадка лунного камня».
В Цветочном городе коротышки занимаются уборкой урожая. Незнайка решает принести арбуз, но тот падает в Огурцовую реку и уплывает. После этого Незнайка, чудом спасшийся от арбуза, получает выговор за потерю плода, а в качестве извинения решает принести самый большой огурец. Ночью он отправляется в огород, где сталкивается с майским жуком, который налетает на главного героя сзади, ударив его по голове.
Очнувшись, Незнайка решает, что его ударил кусок Луны, упавший на Землю. Под своей шляпой он находит светящийся камень и принимает его за кусок Луны. В городе он отдаёт находку своему антиподу Знайке, но тот не придаёт ей значения. Однако на следующий день в доме, где коротышки собирались завтракать, всё приходит в состояние невесомости, и Знайка обнаруживает, что явление вызвано воздействием магнита на лунный камень. Загоревшись идеей новых научных исканий, он планирует построить ракету и полететь на Луну.

### 2 серия. «Грандиозный замысел Знайки».
Ромашка поливает цветы в саду. Её подруга Мушка сообщает ей, что сегодня в городе пройдёт великий спор. Незнайка наступает на шланг, обливает всех и ломает забор напором воды, за что получает по заслугам, так как стал жертвой своей очередной проделки.
Тем временем Знайка устраивает спор с астрономом Стекляшкиным о существовании жизни на Луне. Предложение о постройке ракеты астроном воспринимает отрицательно, считая, что достаточно мощного двигателя не существует. Знайка собирается продемонстрировать прибор невесомости, сделанный из логарифмической линейки, лунного камня и магнита, но этот прибор не работает. В отчаянии Знайка готов бросить заниматься наукой.
Но вечером, с наступлением полнолуния, Знайка осознаёт, что лунный камень действует только в этот период. Выбросив прибор невесомости в окно, он повторяет опыт и решает поторопиться с воплощением планов экспедиции. На следующий день они вместе с Винтиком и Шпунтиком строят ракету. Рассчитывая встретить на Луне коротышек, Знайка решает взять в полёт семена гигантских растений.
В то же время Незнайка, не зная, что прибор невесомости заработал, крадёт его, чтобы проверить на рыбах. В результате он чуть не топит прибор в Огурцовой реке, и за это Знайка отстраняет его от полёта.

### 3 серия. «Незнайка и Пончик летят на Луну».
Незнайка решает спрятаться в ракете ночью, чтобы тайком полететь со всеми. Напарником он берёт Пончика, которого не берут из-за лишнего веса. В ракете они забираются в мешки с семенами, которые предназначались для лунных коротышек, и планируют поспать до утра.
Когда Незнайка засыпает, Пончик, которому не нравится идея его друга, собирается выбраться из ракеты и вернуться домой. Но перед выходом он пугается жабы за бортом, проваливается в кабину управления и случайно нажимает кнопку запуска. В результате ракета с друзьями улетает на Луну. Никто из жителей Цветочного города не замечает этого, кроме Ромашки, которая пыталась уговорить Знайку разрешить Незнайке полететь на Луну.
Проснувшись в космосе, Незнайка удивляется, что они с Пончиком одни. Последний не признаётся в своей причастности к запуску ракеты. Потом Незнайка спорит с бортовым компьютером «Знайка-1», кто из них главный. В итоге рассерженный компьютер отключает управление, и ракета начинает падать на Луну.

### 4 серия. «Первый день на Луне».
Осознав, что ракета скоро упадёт на Луну, Пончик признаётся Незнайке, что случайно запустил ракету. Незнайка мирится с компьютером, и ракета прилуняется. Только выйдя на поверхность Луны, главный герой проваливается в кратер, который оказывается сквозным проходом к внутреннему ядру. Оно населено такими же коротышками, как и земные. Между ними действуют денежные отношения (так как капитализм), а растения соответствуют росту коротышек.
Незнайка спускается с парашютом, но повисает на флюгере. Мимо на вертолёте пролетает журналистка Звёздочка, которая берёт пробы воздуха. Она обещает Незнайке, что займётся им попозже, и он будет её журналистской находкой. Тот отстёгивает парашют и падает во двор поместья богача Клопса.
Незнайка оказывается в саду, где начинает есть грушу. Сторож Фикс докладывает о происшествии Клопсу, и тот натравляет на Незнайку крокодилов, которые на Луне существуют в качестве животных. Незнайке удаётся бежать, однако он не понимает своей вины, так как не сталкивался с понятием частной собственности.
Поужинав в уличном кафе, Незнайка не оплачивает счёт и сообщает официанту, что не знает, что такое деньги. Официант зовёт полицейского, и главный герой попадает в тюрьму. Там он рассказывает сокамерникам о гигантских земных растениях и об их семенах, привезённых в ракете. Допросивший Незнайку инспектор Мигль принимает его за бандита и налётчика по кличке Мухомор. Незнайка признаётся, что прилетел к ним.

### 5 серия. «Звёздочка».
Один из заключённых, Мига, подружившись с Незнайкой, просит последнего после освобождения передать письмо своему другу по имени Жулио. В суде над Незнайкой преступник Красавчик (бывший сообщник Мухомора) не признаёт в герое своего соучастника.
После выхода из тюрьмы Незнайка встречается с плачущей Звёздочкой и узнаёт, что она была уволена редактором «Лунной газеты» Гризлем за публикацию статьи о том, что химические заводы богача Спрутса загрязняют воздух. Позднее её выгоняют из какого-то дома за то, что у неё нет денег. Вместе Незнайка и Звёздочка идут к Жулио.
На остановке Звёздочка просит Незнайку, чтобы он подождал её и присмотрел за чемоданом. Мимо главного героя на грузовике проезжает певец-шарманщик, рекламирующий остров Развлечений. Вдохновившись его примером, Звёздочка устраивает забастовку против заводов на городской площади. Её ловит полиция. Незнайка спасает Звёздочку, направив полицейских в ложную сторону, но с этого момента инспектор Мигль будет преследовать их обоих.

### 6 серия. «„Дорогие“ друзья».
Главный управляющий Спрутса, господин Крабс, следит за Звёздочкой и Незнайкой на свалке. Незнайка обнаруживает под своей шляпой письмо Миги, и они со Звёздочкой продолжают путь к Жулио. Оказывается, это торговец оружием. Незнайка передаёт ему вышеописанное письмо, из которого видно, что Мига находится в тюрьме. Жулио уезжает, оставив друзей в магазине.
Крабс же приходит в редакцию «Лунной газеты» и под угрозой увольнения приказывает Гризлю отправить Звёздочку на остров Развлечений, поскольку они с Незнайкой строят козни господину Спрутсу. Тем временем в полицейском участке Жулио забирает Мигу из тюрьмы, заплатив за него взятку. Последний рассказывает ему о семенах и о том, что их необходимо забрать с поверхности Луны. Для этого понадобятся деньги, а кроме того, придётся делиться с Незнайкой. Однако Мига считает, что Незнайку нетрудно обмануть.
Пока они стоят в пробке, в магазине разнокалиберных товаров Звёздочка показывает Незнайке на карте Луны остров Развлечений (также известный как Дурацкий остров), откуда «ещё никто и никогда не возвращался». Она поёт песню о том, что раньше лунные коротышки жили на поверхности Луны, а сейчас живут на её внутренней стороне, без солнца. В этот момент приходит Гризль и настойчиво предлагает Звёздочке билет на остров, но его прогоняют Мига и Жулио. Они делятся с Незнайкой и Звёздочкой идеей учредить в магазине Акционерное общество гигантских растений.
За счёт продажи акций они получат деньги на постройку ракеты, чтобы подняться на поверхность, забрать семена и найти Пончика. Помощью в этом деле была бы шумиха в лунных СМИ, о Незнайке — коротышке с другой планеты, но нужно доказать его инопланетное происхождение. Для этого необходимо найти скафандр Незнайки, оставленный в саду Клопса.

### 7 серия. «Акционерное общество гигантских растений».
Мига и Жулио под видом полицейских берут под арест Фикса и вместе с Незнайкой забирают скафандр из сада Клопса. Тем временем Гризль пытается поймать Звёздочку, чтобы отправить её на Дурацкий остров. Разбуженный Клопс поднимает шум, но подоспевшая полиция задерживает Гризля и отправляет его на остров, найдя у редактора злосчастный билет.
Мига и Жулио устраивают рекламную акцию Общества гигантских растений и объявляют о продаже акций в магазине разнокалиберных товаров. Но доходы общества малы из-за слухов, что Незнайка якобы питается коротышками. Звёздочка разрешает ситуацию и говорит акционерам, что на самом деле Незнайка «такой же, как все», а потом они с Незнайкой поют об этом песню, привлекая всё больше клиентов.
Акции начинают распродаваться. Спрутс боится конкуренции с ними и беспокоится, что после появления натуральных растений его синтетические продукты питания потеряют спрос. Ради сохранения бизнеса он посылает к магазину полицию, которая вместо того, чтобы арестовать Незнайку, конфисковывает его пустой скафандр.
Крабс подкупает Мигу и Жулио за полмиллиона фертингов, чтобы они свернули работу Общества гигантских растений. Те, согласившись, ставят чемодан с деньгами рядом с тем, что принадлежит Звёздочке. Когда Звёздочка и Незнайка возвращаются в контору общества, то обнаруживают пустой магазин и прощальное письмо Миги и Жулио. Они решают догнать беглецов и отобрать у них деньги.

### 8 серия. «Большой Бредлам».
В это время Пончик, находясь в ракете, съел годовой запас продовольствия. Он надевает скафандр, выходит из ракеты и, по примеру Незнайки, проваливается на внутреннее ядро, где на берегу Лунного моря находит кристаллы соли. Оказывается, что местные жители о ней не знают. Пончик организует бизнес по добыче и продаже соли, становится богачом и живёт на собственной вилле.
Спрутс собирает совет богачей — Большой Бредлам. В ходе собрания он объявляет, что скафандры Незнайки и Пончика говорят о вторжении пришельцев, которые хотят появления натуральных растений на Луне. Это может привести к разорению Бредлама. Чтобы не допустить вторжения, необходимо построить летательный аппарат для уничтожения ракеты с семенами. Для этого учёные-астрономы запросили 3 миллиарда фертингов, и Спрутс предлагает сделать взносы. Один из присутствующих, Скуперфильд, отказывается участвовать в сборе денег и сбегает через окно. Спрутс, собрав взносы, поручает Крабсу разобраться со Скуперфильдом.
Мига и Жулио, которые забрали по ошибке чемодан Звёздочки, убегают из города и планируют отсидеться на острове Дураков. С оставшимся чемоданом Незнайка и Звёздочка прячутся от обманутых акционеров в доме на берегу моря. Там же, на берегу, Крабс находит Скуперфильда и собирается удавить его капроновым чулком, но Скуперфильд вступает с ним в сговор, чтобы проникнуть в ракету, завладеть семенами табака и увеличить прибыли от продажи папирос.
А что же Пончик? Он собирается найти Незнайку, но откладывает поиски. У Незнайки и Звёздочки не получилось догнать Мигу и Жулио, и они вынуждены ночевать под мостом, потому что денег почти нет.

### 9 серия. «Незнайка ищет работу».
Звёздочка и Незнайка встречают под мостом бездомных коротышек, одного из которых зовут Козлик, и остаются с ними. Незнайка обещает Козлику проследить, чтобы костёр не погас. Между тем Крабс привозит Скуперфильда в лес и подвешивает его на дереве.
Поскольку Незнайка заснул, костёр погас, и Звёздочка простудилась. Ей угрожает смертельная опасность. В это время Скуперфильда находят Мига и Жулио, которых он принимает за пришельцев. Требуя деньги за освобождение, они спускают его с дерева. При этом чемодан открывается, но в нём нет ни денег, ни семян табака.
Чтобы вызвать врача для Звёздочки, Незнайка пытается заработать деньги, но его прогоняют отовсюду. Наконец, устроившись няней для крокодилов госпожи Миноги, главный герой выгуливает их в городском парке, а затем выступает с песней «В траве сидел кузнечик», которая очень понравилась лунным коротышкам. За это Незнайка получает деньги от зрителей, и доктор Шприц даёт Звёздочке лекарство.
Но сразу же после этого, из-за жалобы Миноги (она категорически запретила главному герою водиться с беспризорниками), Незнайку и Звёздочку ловит полиция и отправляет на остров Дураков, а их чемодан остаётся у беспризорников.

### 10 серия. «Куда исчезла ракета».
В Цветочном городе после отлёта ракеты прошло 10 дней. Коротышки пытаются найти ракету, Незнайку и Пончика. Знайка пытается вести поиски на воздушном шаре, но это ни к чему не приводит. Только астроном Стекляшкин, смотря в телескоп на Луну, обнаруживает на поверхности ракету и в спешке раскрывает правду.
Сначала Знайка напрочь отказывается организовывать спасательную экспедицию ввиду того, что Незнайка и Пончик сами виноваты, и у коротышек нет двигателя для полёта ракеты. Стекляшкин решает построить собственный летательный аппарат в виде гигантской бутылки с газированной водой. Новую ракету на основе реактивного двигателя строят Винтик, Шпунтик и другие коротышки, но план проваливается.
В это время Знайка осознаёт, что жизнь возможна именно на ядре Луны, и соглашается помочь коротышкам. Ориентируясь на идею Стекляшкина, Знайка принимает решение построить ракету на ракетном топливе, и команда готовится к экспедиции.

### 11 серия. «Знайка спешит на помощь».
Тем временем в Лунном городе Крабс находит бандита Мухомора. Они грабят банк и похищают 3 миллиарда фертингов, собранные на уничтожение ракеты. Астрономы узнают, что с Земли летит вторая ракета, и сообщают об этом членам Большого Бредлама. Инспектор Мигль, который был травмирован в погоне за грабителями, отчитывается перед Спрутсом. Последний приказывает ему уничтожить ракету и «пришельцев», угрожая разжалованием.
Спасательная экспедиция с Земли достигает поверхности Луны и совершает посадку рядом с первой ракетой. При этом компьютеры «Знайка-1» и «Знайка-2» ведут разговор между собой. Путешественники обнаруживают кратер, и Знайка, уверенный в существовании Подлунного мира, решает лететь туда на первой ракете. Он берёт с собой Винтика, Шпунтика и доктора Пилюлькина, в то время как Стекляшкин, который не может согласиться с гипотезой о существования жизни внутри Луны, остаётся за главного во второй ракете.
Знайка и его друзья делают посадку в Лунном городе. К ракете сбегаются полицейские, присланные противостоять вторжению, и оказываются в состоянии невесомости. Они стреляют из ружей, однако из-за невесомости улетают в неизвестном направлении. Рядом с ракетой оказывается Козлик, держащий в руках чемодан. Он рассказывает космонавтам, что Незнайку отправили на остров Дураков. Пончик, который об этом услышал, прибегает к ним, в ужасе вспомнив, что так и не отправился на поиски Незнайки.
В это время Незнайка и Звёздочка сначала веселятся на острове Развлечений, где есть аттракционы. Они собирались построить лодку, чтобы совершить побег, но забыли об этом. Наконец Звёздочка вспоминает, что с острова ещё никто не возвращался, и пытается предупредить коротышек. Но они не обращают внимания и продолжают веселиться, считая, что ничего не произойдёт. Тогда Звёздочка оставляет коротышек и уходит в горы.

### 12 серия. «Дорога домой».
В горах Звёздочка встречает одичавшего Гризля. Он рассказывает (точнее, поёт) об особой системе, которая приводится в действие аттракционами и поглощает радость всех, кто живёт на острове. Эта радость служит энергией для заводов Спрутса, а коротышки на острове превращаются в овец и баранов.
Охваченная ужасом, Звёздочка возвращается к Незнайке, который чуть не превратился в барана. Неожиданно на ракете прилетают Знайка, доктор Пилюлькин, Винтик, Шпунтик и Пончик. Они эвакуируют с острова Незнайку, Звёздочку, Гризля и других коротышек с помощью прибора невесомости, разобрав все аттракционы. Это способствует прекращению выработки энергии для заводов, и они перестают дымить, так что воздух становится чище. Энергосистема разрушается, а остров уходит под воду.
Корреспондент канала «Лун-ТВ» сообщает о раскрытии коварной системы Спрутса. Узнав об этом, Спрутс в сильном гневе громит свой дом.
Это всё они, треклятые пришельцы с их дурацкой ракетой и дурацкими семенами! Это они разорили меня! Негодяи, проходимцы, вегетарианцы!
Знайка раздаёт жителям Луны семена гигантских растений, а Пилюлькин лечит их касторкой. Незнайка прощается со Звёздочкой и говорит ей, что она, наверное, влюбилась в него, но она это отрицает и обижается. Космонавты возвращаются на Землю на двух ракетах.
Дома Незнайка радуется солнцу, после чего говорит своим друзьям, что теперь им «можно снова отправляться куда-нибудь в путешествие». Это действует Знайке на нервы, и он в раздражённости убегает. Ромашка намекает Незнайке на его неисправимость, на что он отвечает, что если он будет исправим, то жизнь станет неинтересной.

## Презентационная версия.
Существует презентационная версия мультфильма продолжительностью около 81 минуты, выпущенная на видеокассетах в 1999 году, в которой использованы фрагменты, отсутствующие в окончательном варианте. Во вступительных титрах сама версия названа презентационной, а в заключительных — киноверсией: вероятней всего, была попытка «FAF Entertainment» перемонтировать все 12 серий в полнометражный мультфильм, который можно было выпустить в кинопрокат.
Действие этой версии разворачивается уже после путешествия на Луну. Стоя за кафедрой в зале, где спорили Знайка и Стекляшкин, Незнайка пересказывает зрителю свою версию путешествия.
Сюжет этой версии сильно отличается от основной, так как в первую очередь создатели попытались объяснить необычные свойства лунного камня, который на самом деле является метеоритом. Обычно такие камни использовались лунными богачами как источник энергии. Один из этих камней упал вместо Луны на Землю и был использован для получения искусственной невесомости. Из-за дефицита камня Луне угрожает энергетический кризис.
Каждый день Спрутс наблюдает за стабильностью работы электростанции, размещённой под островом Дураков. Именно в ней и используются такие камни. Спрутс и Крабс заняты поиском Незнайки. Крабс в специальном костюме, выполненном в виде майского жука и позволяющем летать и находиться в космосе, выследил главного героя — он даже побывал на Земле и столкнулся с Незнайкой как раз в тот момент, когда последний нашёл камень.
В течение всего повествования лунные богачи пытаются отнять у Незнайки ценный минерал, а самого его отправить на остров Дураков. На острове нет никаких аттракционов, которые есть в оригинальной версии фильма.
В презентационной версии много несостыковок и провалов сюжета, но в то же время она закрывает некоторые сюжетные пробелы оригинальной версии. Например, показано, что Незнайка пошёл ночью на огород, потому что увидел, как с неба падает что-то яркое (это и был лунный камень), а не потому, что пытался найти огурцы взамен арбуза, что уплыл по реке. Также в этой версии проясняется окончательная судьба Миги и Жулио. Доподлинно неизвестно, была ли сюжетная линия, в которой Крабс, замаскировавшись под жука, летал на Землю, анимирована только для этой версии, или же она должна была войти и в окончательную (согласно последней версии, этот жук появляется только в первой серии).

## Персонажи.

### Главные персонажи.

#### Положительные.
- Незнайка — главный герой мультсериала. Пробрался в ракету ночью, чтобы улететь с остальными на Луну. Его коронные фразы: «Я за себя не отвечаю!» и «Знаю я вас!». Первая из них — метод ответить кому-то за причинённый ущерб, например, в 3-й серии. Согласно 9-й серии, в результате под удар попал хозяин весёлого балаганчика.
- Знайка — учёный коротышка, который открыл лунный камень, сконструировал прибор невесомости и руководил подготовкой лунной экспедиции. Когда Стекляшкин увидел, что ракета находится на Луне, и рассказал остальным об этом, то Знайка отказался участвовать, считая, что Незнайка и Пончик сами виноваты. Позднее он извиняется перед всеми и вместе со Стекляшкиным руководит строительством новой ракеты. В 11-й серии вместе с Винтиком, Шпунтиком, доктором Пилюлькиным и Пончиком они отправились на остров Дураков спасать Незнайку и Звёздочку, а в следующей серии уже нашли их. Коронная фраза Знайки: «Значит, так!».
- Звёздочка — подруга Незнайки и бывшая журналистка «Лунной газеты». Согласно 5-й серии, она написала в газете статью о том, что химические заводы Спрутса наносят ущерб, за что и была уволена. После этого Звёздочка протестует и требует, чтобы заводы были закрыты. Выполняет ту же роль, которую в книге играл коротышка по имени Козлик.
- Пончик — лучший друг Незнайки, известный своим неуёмным аппетитом, который попадает на Луну вместе с Незнайкой. Когда в 3-й серии они проникли в ракету, он передумал лететь и случайно запустил ракету. После того как Незнайка оказался в Подлунном мире, Пончик вернулся в ракету, где съел годовой запас продовольствия. В 8-й серии выясняется, что это заняло у него (то есть Пончика) 7 дней, 11 часов, 38 минут и 6 секунд[C 4]. В итоге он выходит из ракеты и проваливается в тот же кратер, что и Незнайка. В Подлунном мире Пончик организует свой бизнес по добыче и продаже соли, но совсем забывает о поисках Незнайки, хотя только и говорит, что будет искать его. Когда в 11-й серии Знайка, Винтик, Шпунтик и доктор Пилюлькин прилетели на ракете внутрь Луны, Пончик воссоединился с ними. Все они отправились на остров Дураков спасать Незнайку и Звёздочку, а в 12-й серии они уже нашли их. Коронная фраза Пончика: «Режим питания нарушать нельзя!».
- Пилюлькин — доктор Цветочного города. Постоянно грозится лечить всех касторкой и ставить горчичники (в оригинальной книге этого не было, потому что там его образ стал более позитивным, а в первых двух книгах о горчичниках вообще не упоминалось). Вместе со Знайкой, Винтиком и Шпунтиком по собственной инициативе отправился внутрь Луны. В 11-й серии все они вместе со Знайкой, Винтиком, Шпунтиком и Пончиком отправились на остров Дураков спасать Незнайку и Звёздочку, а в следующей серии уже нашли их.
- Винтик и Шпунтик — механики, которые строили ракету под руководством Знайки. В 11-й серии они отправились вместе с ним и доктором Пилюлькиным внутрь Луны. Когда Пончик воссоединился с ними, они отправились на остров Дураков спасать Незнайку и Звёздочку, а в 12-й серии уже нашли их.
- Стекляшкин — астроном и научный оппонент Знайки (впоследствии его друг и коллега). Утверждает, что на Луне нет жизни. В 10-й серии он увидел ракету на Луне через телескоп, а в следующей Знайка перед тем, как полететь внутрь Луны, оставляет его (то есть Стекляшкина) в качестве капитана. Коронная фраза Стекляшкина: «Да, да и ещё раз да!».
- Ромашка — малышка из Цветочного города. Хорошо относится к Незнайке и верит в то, что он говорит правду. В первой книге трилогии была эпизодическим персонажем (появляется в 7 и 30 главах этой книги).
- Мушка — подруга Ромашки. Не верит в то, что Незнайка действительно нашёл камень, который откололся от самой Луны. Уверена в том, что Незнайка что-то перепутал или просто выдумал.

#### Отрицательные.
- Спрутс — главный антагонист мультсериала, самый богатый житель Луны (и её фактический правитель), миллиардер и председатель Большого Бредлама (то есть главного картеля капиталистов). Владелец заводов по производству синтетических пищевых продуктов, а также «Лунной газеты» и телеканала «Лун-ТВ». Любит курить сигары, производимые Скуперфильдом. Заводы Спрутса загрязняют воздух. Он всеми способами предотвращает распространение информации об этом и обеспечивает тотальный контроль за СМИ с помощью полицейских и полную монополизацию бизнеса. Кроме того, именно из-за него на остров Развлечений отправляют коротышек, которые не согласны с его политикой, чтобы его заводы работали. В итоге остров ушёл под воду, заводы остановились, и это означало, что Спрутс был разорён и свергнут.
- Мигль — инспектор лунной полиции и вторичный антагонист. Работает на Спрутса. При первом появлении ведёт регистрацию правонарушений и предварительное дознание. В других сериях он командует отрядами полицейских, направляемых на облавы и устранение беспорядков. Обладает плоским юмором. По биометрическим данным ошибочно идентифицировал арестованного Незнайку как опасного преступника Мухомора. В 5-й серии Мигль вычислил Звёздочку, но та ударила его по голове фанерным плакатом, укреплённым на палке. В 9-й серии он поймал их под мостом и отправил на Дурацкий остров. Когда в 11-й серии Знайка и остальные прибыли в Лунный город, инспектор Мигль и другие полицейские попытались обстреливать ракету. Но, находясь в состоянии невесомости, они улетели в неизвестном направлении. Коронные фразы Мигля:
  - «Все так говорят, милейший!»
  - «Преступники обожают менять свои имена».
  - «Не правда ли, остроумная шутка?»
- Мига — мелкий аферист, который познакомился с Незнайкой в каталажке. Слегка заикается. В 5-й серии перед освобождением Незнайки он передаёт ему письмо для Жулио.
- Жулио — мелкий предприниматель, друг Миги и владелец магазина разнокалиберных товаров (то есть оружейного магазина). Любит пользоваться капроновыми чулками для того, чтобы кого-нибудь душить. Выступил с идеей создания Акционерного общества гигантских растений. Когда Спрутс погубил Общество гигантских растений, Мига и Жулио сбежали с деньгами.
- Крабс — главный управляющий Спрутса. Периодически чихает. Имеет связи в преступном мире и не гнушается использовать преступные методы. В 7-й серии он подкупил Мигу и Жулио за полмиллиона фертингов, а в 9-й серии подвесил Скуперфильда на дерево. В 11-й серии они вместе с Мухомором, по заданию Спрутса, ограбили Лунный банк, куда были привезены собранные с членов Большого Бредлама 3 миллиарда фертингов на уничтожение ракеты.
- Гризль — главный редактор «Лунной газеты», выпуск которой финансирует Спрутс. Косноязычный. В 5-й серии по приказу Спрутса он уволил Звёздочку из редакции (сделал это из страха быть уволенным за оплошность), а в 7-й серии был задержан полицией по подозрению в попытке ограбить Клопса. В ходе обыска у него был найден билет на Дурацкий остров, который он собирался отдать Звёздочке. В результате Гризль был отправлен на вышеупомянутый остров. Там он рассказал (точнее, спел) Звёздочке о том, что представляет собой Дурацкий остров, а затем был эвакуирован вместе со всеми остальными и получил семена гигантских растений.
- Скуперфильд — лунный олигарх и владелец фабрики по производству искусственного табака[C 5], известный своей патологической жадностью. Делает вид, что глухой, чтобы на него не обращали внимания, говоря что-то важное, и он смог разузнать всё, что ему надо. Поскольку фабрика Скуперфильда выпускает табачные изделия, в 11-й серии Спрутс достаёт сигару из портсигара, внутри которого изображён логотип. Это силуэт Скуперфильда в профиль.

### Второстепенные персонажи.

#### Жители Цветочного города.
- Ворчун — ворчливый коротышка, вечно всем недовольный. Друг Молчуна.
- Молчун — коротышка, который всегда молчит, и постоянный спутник Ворчуна.
- Торопыжка — житель Цветочного города. Лучший друг Незнайки, с которым постоянно ссорится. Во 2-й серии подрался с Незнайкой в результате спора об изобретении Знайкой невидимости и вышел победителем, столкнув его с горки. Торопыжка любит запускать кольца, подобно дискоболу. В 10-й серии он запустил одно из таких колец, после чего поэт Цветик, который читал оду о запуске воздушного шара, упал. Тогда Торопыжка закончил последнюю строчку.
- Растеряйка — коротышка, склонный всё терять. В 1-й серии пытался достать что-то из ботинка.
- Сиропчик — коротышка, который любит сироп и прочие вкусные напитки. В 10-й серии это сыграло с ним злую шутку: у Сиропчика заболел живот, и Пилюлькин бросился его лечить.
- Тюбик — художник. Летал со Знайкой на Луну.
- Авоська и Небоська — братья-близнецы. Прославились тем, что любили всё делать наугад (на «авось»). Любимые слова: у Авоськи — «авось», а у Небоськи, соответственно, «небось».
- Цветик — поэт. Сочиняет и читает перед коротышками стихи, когда герои искали Незнайку и Пончика, и под руководством Стекляшкина строили вторую ракету. Появляется только в 10-й серии.
- Гусля — музыкант. Появляется только в самом начале 1-й серии.
- Кнопочка — подруга Мушки. В 1-й серии поливает с ней огород. Там же, увидев Незнайку, она говорит, что на него Луна упала, а он остался жив. Также смеётся над ним из-за этого вместе с другими.
- Говорилкин и Колокольчик — ведущие Цветочного радио. Это проводное радио Цветочного города, причём репродукторы развешаны на уличных столбах. В начале эфира Колокольчик только и делает, что перебивает Говорилкина.

#### Лунные коротышки.
- Фикс — садовник Клопса. Поймал Незнайку за поеданием груши. Когда в 7-й серии Незнайка, Звёздочка, Мига и Жулио приехали ночью, чтобы забрать скафандр Незнайки, двое последних (то есть Мига и Жулио) были переодеты в полицейских, чтобы «арестовать» Фикса и убрать его с пути, поскольку тот охранял вход, вооружившись ружьём.
- Клопс — владелец сада, где оказался Незнайка. Гордость — очень крупная груша, которую Незнайка съел сразу после прилунения в 4-й серии. Там же Клопс травил Незнайку крокодилами. В 7-й серии Незнайка, Звёздочка, Мига и Жулио приехали к нему за скафандром, но господин Клопс попал в капкан, который ещё до этого установил редактор Гризль, чтобы поймать Звёздочку. Коронная фраза Клопса: «Сейчас ты у меня попляшешь!».
- Хозяин весёлого балаганчика — одет так, как одеваются клоуны, и завлекает прохожих покидать мячи в добровольца. Развлечение состояло в том, чтобы попасть мячом по лицу добровольцу, стоящему за занавеской с прорезью для лица, не позволяющей увернуться. Устоявшему после всех ударов он платит 3 фертинга. Коронная фраза: «Простой/решён вопрос: бросай, не злись! Расквасишь нос — получишь приз!». Впервые Незнайка встречает его в 4-й серии после бегства из сада Клопса. Когда в 9-й серии главный герой искал работу, то решил стать добровольцем. Разозлившись, что в него попали, он кидает мячи в посетителей весёлого балаганчика и дерётся с хозяином, ломая при этом постройку.
- Официант — в 4-й серии он обслуживал Незнайку, когда тот пришёл в ресторан. Вежлив, но иногда агрессивен (особенно в 9-й серии). Поскольку главный герой не заплатил за ужин, официант в гневе вызвал полицейского. В 8-й серии он (то есть официант) также обслуживает и Пончика, а в следующей серии Незнайка пытается устроиться на работу в ресторан, но разбивает графин и посуду. Тогда официант выгоняет его (возможно, припомнил ему предыдущее нарушение). Нельзя сказать точно, является ли он владельцем ресторана, поскольку других не было замечено, как и владельца заведения. Однако когда Незнайка пришёл наниматься к официанту, последний заполнял какие-то бланки, так что, вероятно, он всё-таки выполняет руководящую роль. Любимое обращение официанта: «Дорогой друг!».
- Мухомор — знаменитый бандит и налётчик, с которым инспектор Мигль перепутал Незнайку. Одноглазый, внешне и по причёске похожий на главного героя. Скрывается под маской нищего и кормится подаянием. Вооружён автоматом и духовой трубкой с гвоздями. Ограбил 33 банка, 147 магазинов и 321 раз[C 6] поужинал, не заплатив ни сантика (322-й раз приписали Незнайке). В 11-й серии вместе с Крабсом ограбил банк, в котором находились 3 миллиарда фертингов, собранные богачами на уничтожение ракеты. Во время погони отстреливался от полицейских автоматом и, истратив весь боезапас, пустил в ход духовую трубку с гвоздём, пробив им левое переднее колесо полицейской машины.
- Ведущая канала «Лун-ТВ» — ведёт сводку новостей по основному каналу.
- Вригль — судья в Лунном городе. Носит красную мантию, синий колпак и очки, а также парик. Согласно 5-й серии, в суде Мигль ведёт с ним (то есть Вриглем) разговор.
- Красавчик — не менее известный вор и мошенник, а также напарник Мухомора по его преступным делам. В 5-й серии он курит сигарету, находясь в суде. Из-за этого его голос хриплый, что делает персонажа более угрожающим. Там же Красавчик опознавал Незнайку, но так и не признал в нём своего шефа. В книге бандита, за которого Мигль принял Незнайку, звали так же. Собственно, он и стал прототипом Мухомора.
- Шарманщик — рекламирует остров Дураков в качестве курорта, чтобы на этот остров прибывали добровольно. Кроме того, в 9-й серии он ел бутерброд с рыбой, который съел один из крокодилов госпожи Миноги, а именно Роальд. После этого шарманщик участвовал в выступлении с Незнайкой, когда тот уже нашёл работу, но хотел собрать деньги для лечения Звёздочки как можно быстрее. В 12-й серии он (то есть шарманщик) получил семена гигантских растений и наблюдал за стартом ракеты.
- Оператор канала «Лун-ТВ» — в 7-й серии он приветствовал Незнайку, а позднее сказал: «Дайте сказать космонавту!».
- Доктор Шприц — в отличие от книги, он высокого роста, худой, с рыжими волосами и длинным носом. Иногда он рекламируется по телевизору, а также не упускает возможность для саморекламы, когда Незнайку снимали для новостей. В 9-й серии он лечил Звёздочку. Когда в 12-й серии земляне раздают семена гигантских растений лунатикам, Пилюлькин общается с ним. Также доктор Шприц получает семена и наблюдает за стартом ракеты.
- Хапс — владелец гостиницы, где проходили съёмки Незнайки в скафандре. Также успел порекламировать свою гостиницу и самого себя.
- Группа «The Moon Brothers» (дословно — «Лунные братья») — играет в ресторане, когда там ел Пончик. После того, как он сказал двум посетителям, что посыпает кашу солью, они спросили у группы «The Moon Brothers», что это такое. Один из её участников (контрабасист) отвечает, что это нота.
- Тупс, Дубс, Жадинг и Скрягинс — другие богачи, объединившиеся в Большой Бредлам. Тупс — рыжий, Дубс — брюнет, у Жадинга на плечах погоны, а Скрягинс — седой и носит монокль. Коронная фраза Жадинга: «Какие проблемы?», а в случае Скрягинса: «Но ведь это страшно невыгодно!»
- Дворецкий Пончика — в 8-й серии он помогает Пончику в приготовлениях ко сну, а в 11-й серии будит его.
- Козлик — как и другие бездомные, он живёт под мостом. Ругает Незнайку, когда тот не уследил за костром. Позднее, когда Незнайку и Звёздочку хватают полицейские и отправляют их на остров Дураков, Козлик забирает их чемодан. В 11-й серии, после прибытия Знайки и остальных, он передаёт им этот чемодан (который на самом деле принадлежал Миге и Жулио и в котором было как минимум полмиллиона фертингов). В следующей серии Козлик получил семена гигантских растений и наблюдал за стартом ракеты.
- Минога — владелица крокодилов (в книге же она, как и господин Клопс, является владелицей собак). В отличие от книги, она не любит, когда с ней спорят, даже когда это не так. Коронная фраза: «Не спорьте со мной!». В 12-й серии Минога получила семена гигантских растений и наблюдала за стартом ракеты.
- Роальд (в книге — Роланд) и Мими — ручные крокодилы госпожи Миноги, за которыми Незнайка ухаживал после гибели Общества гигантских растений. Участвовали в выступлении с Незнайкой (когда тот собирал деньги для лечения Звёздочки) и шарманщиком.
- Учёный-астроном — на своей конференции он рассказывает капиталистам о результатах работы их гравитонного телескопа. Когда в 12-й серии земляне раздают лунатикам семена гигантских растений, Знайка общается с ним. Также этот персонаж получает семена.
- Специальный корреспондент канала «Лун-ТВ» — ведёт репортаж со дна моря, наблюдая, как разрушается энергоустановка под островом Дураков. После этого он невольно знакомится с невесомостью, признавая, что это чудо, и берёт интервью у Знайки и Звёздочки.

### Бортовые компьютеры.
- «Знайка-1» — главный компьютер общего управления в ракете, на которой Незнайка и Пончик полетели на Луну. Был создан разумом и руками Знайки. В 3-й серии он спорил с Незнайкой, кто главнее, а в 8-й ругал Пончика за то, что тот слишком много ест.
- «Знайка-2» — главный компьютер общего управления в новой ракете. Критиковал доктора Пилюлькина, утверждая, что горчичники и касторка не помогают успокоению. В ответ разъярённый доктор хотел прописать лекарство и ему, а точнее, вырубить компьютер за вмешательство в чужие дела.

Образ обоих компьютеров — громкоговоритель, летающий в состоянии невесомости и демонстрирующий подобие мимики, а также монитор, стилизованный под телевизор 1950-х годов.

## Отличия от книги.
Сценарий мультфильма сильно отличается от книги. В частности, позаимствованы сюжетные линии из первых двух книг о Незнайке, а многие эпизоды из третьей книги пропущены или изменены в соответствии с веяниями времени. Прощальный диалог Звёздочки и Незнайки был создан на основе диалога Кнопочки и Незнайки из книги «Незнайка в Солнечном городе» (1958). Так как Звёздочка является новым оригинальным персонажем, прототипом для её образа послужил один из эпизодических персонажей книги. Это рекламная агентша от конфетной фабрики «Заря».
| Расхождения | Расхождения | Расхождения |
| --- | --- | ----------- |
| В книге | В мультфильме |             |
| Временной интервал повествования довольно внушительный. Несколько раз упоминается промежуток времени в 2 месяца. Предположительно, от начала до конца повествования проходит около года. | Временной интервал повествования в связи с быстрым строительством ракет явно не превышает 1 месяца. |             |
| Лунный камень был добыт в ходе первой экспедиции Знайки, Фуксии и Селёдочки на Луну. | Лунный камень был найден Незнайкой в огороде. |             |
| Оппонент Знайки — профессор Звёздочкин из Солнечного города, а астроном Стекляшкин — его лучший союзник. | Оппонент Знайки — астроном Стекляшкин, вобравший в себя негативные черты характера Звёздочкина. Последний, как отдельный персонаж, отсутствует. |             |
| Лунный камень периодически изменял свои свойства (светился в темноте, изменял плотность и тому подобное). Способность создавать невесомость могла быть нейтрализована только антилунитом — ещё одним лунным элементом. | Лунный камень создавал невесомость только в дни полнолуния, а об антилуните вообще не упоминается. |             |
| Первоначально прибор невесомости состоял из логарифмической линейки и прикреплённых к ней минералов. Потом появился более совершенный вариант — огнеупорный футляр с помещёнными внутрь лунитом и магнитом, сближаемыми нажатием кнопки. | Усовершенствованный вариант не появляется, разве что вместо магнитного железняка сразу используется магнит. |             |
| Большую роль в развитии науки и техники Цветочного города сыграли коротышки, приехавшие из Солнечного города: Фуксия, Селёдочка, инженер Клёпка и архитектор Кубик. | Указанные персонажи и Солнечный город не упоминаются. |             |
| Пончика не взяли в полёт из-за того, что он плохо переносил невесомость, но на самом деле он так притворился ради завтрака. | Пончика не взяли в полёт из-за избыточного веса. Истинные причины не объяснены, но скорее всего, они связаны с его повышенной потребностью в еде. |             |
| Незнайка и Пончик спрятались в ракете, в пищевом отсеке. | Незнайка и Пончик спрятались в грузовом отсеке, в мешках с семенами. |             |
| Пончик нажимает на кнопку, включающую бортовой компьютер, путая её с выключателем. | Пончик нажимает на кнопку по случайности, упав на неё. |             |
| Бортовой компьютер был всего лишь автоматом. | Бортовой компьютер — искусственный интеллект, который даже общается с Незнайкой и Пончиком. |             |
| Перед падением в подлунный колодец Незнайка и Пончик предварительно проходят по дорожке к потухшему вулкану. Затем они спускаются в пещеру и попадают в ледяной грот, после чего Незнайка сначала катится по льду по наклонной, а потом уже падает. | Незнайка сразу падает в подлунный колодец. |             |
| Парашюты скафандров включаются автоматически и выглядят как крылья (первый вариант). Роль парашюта выполняет пропеллер (второй вариант). | Парашюты необходимо раскрывать вручную при помощи кольца, а сделаны они из одуванчиков. |             |
| Жители Луны называют свою планету Малой Землёй или просто Землёй. | Внутреннее ядро Луны тоже называется Луной. |             |
| На Луне есть как минимум 9 городов: Давилон, Грабенберг, Брехенвиль, Паноптикум, Сан-Комарик, Лос-Свинос, Лос-Кабанос, Лос-Паганос и Фантомас. Также есть деревни (Нееловка, Голодаевка, Голопяткино, Безхлебовка, Непролазное). Также упоминался ещё один населённый пункт, название и статус которого не были названы. | На Луне есть только один город, который называется Лунным и даже на Лунной карте нет других городов. |             |
| Фауна Луны достаточно разнообразна. | Кроме коротышек, из живых существ на Луне есть только крокодилы, которых используют вместо собак и других домашних питомцев. |             |
| Сначала Незнайка пробует одно из яблок, потом одну из груш и, наконец, ест малину, после чего попадает в капкан и Фикс бьёт его метлой. | Застряв в ветвях грушевого дерева, Незнайка ест грушу. После этого Фикс бьёт его метлой. |             |
| Полицейских, поймавших Незнайку, звали Фигль и Мигль. Также упоминалось обилие похожих имён по ходу повествования. | Незнайку допрашивает только Мигль. На оговорку Незнайки, который думал, что он назвался Фиглем, Мигль жестоко оскорбляет ся. Похожих имён нет. |             |
| Мигль работает безвыездно в стенах кабинета и носит каску за его пределами. | Мигль выезжает на большинство вызовов без каски, кроме погони за бандитом Мухомором и Крабсом. |             |
| При определении Мигль пользуется лунной метрической системой (стандартные единицы) и картотекой. | При определении Мигль сравнивает параметры Незнайки и Мухомора «на глазок». |             |
| Незнайку определяют как бандита Красавчика, и это предположение опровергает судья Вригль. | Незнайку определяют как бандита Мухомора, а на опознании не менее известный вор Красавчик опровергает это предположение, так как не признал в Незнайке своего шефа. |             |
| Другом Незнайки во время его пребывания на Луне был бывший рабочий Козлик, с которым он познакомился в давилонской каталажке. | Незнайка путешествует по Луне вместе с бывшей журналисткой Звёздочкой, уволенной за статью о загрязнении воздуха, и с которой он познакомился в день прибытия в Подлунный мир. Козлик появляется в 9 серии среди ночующих под мостом. |             |
| Контора Общества гигантских растений находится в 373 конторе дома № 3 по улице Фертинга. | Контора Общества гигантский растений находится в магазине разнокалиберных товаров. |             |
| Номер дома, где был разнокалиберный магазин — 6. | Номер дома, где был разнокалиберный магазин — 13. |             |
| Доктор Шприц производил осмотр Незнайки из медицинского и научного интереса, а его популярность повысилась вследствие такого участия. | Доктор Шприц оказался в эфире со своей обычной рекламой. |             |
| Мига и Жулио, хоть и с целью «поднажиться», помогали Незнайке по-настоящему и решили исчезнуть лишь после подкупа и заверений Крабса о том, что дело по добыче семян невыгодно. Впоследствии Жулио присоединился к Спрутсу и помог ему взорвать ракету ФИС (вторую). | После знакомства с Незнайкой Мига и Жулио решили обмануть его и сбежать с деньгами. Вмешательство Спрутса ускорило их побег. |             |
| Скафандр Незнайки был уничтожен обманутыми покупателями акций, а скафандр Пончика утонул в море. | Оба скафандра были добыты полицейскими и доставлены Спрутсу в целости. |             |
| Крабс подкупает Мигу и Жулио за 2 миллиона фертингов. | Крабс подкупает Мигу и Жулио за полмиллиона фертингов. |             |
| Жадинг телосложением напоминает Спрутса, а Скуперфильд полностью лысый. | Жадинг телосложением напоминает Скрягинса и Скуперфильда и имеет усы, а Скуперфильд изображён с бакенбардами. |             |
| Костюм Скуперфильда чёрный. | Костюм Скуперфильда сине-фиолетовый. |             |
| Скуперфильд владеет макаронной фабрикой. | Скуперфильд владеет заводом по производству папирос. Согласно 11 серии, Спрутс использовал один из таких портсигаров. |             |
| Скуперфильд был привязан к дереву в лесу за то, что своим поведением мешал замыслу Спрутса - заплатить Миге и Жулио за развал Общества гигантских растений. Вместо этого он хотел договориться без денег а позже подговаривал Мигу и Жулио содрать со Спрутса больше изначально оговоренного. | Вразрез с мнением Спрутса, желавшего уничтожить ракету, Скуперфильд заинтересовался семенами табака на её борту (которых, возможно, и не было), чтобы увеличить прибыль от продаж натуральных папирос. За это Крабс подвесил его на дерево. |             |
| После освобождения Скуперфильд пережил немало приключений. Сначала заночевал в лесу, потом позавтракал с бездомными, после заехал в давилонскую гостиницу забрать вещи, потом отправился на поезде в Брехенвиль, но проехал остановку и оказался в Паноптикуме, откуда возвращался домой пригородным поездом. | Дальнейшие приключения Скуперфильда после его освобождения не показаны. Скорее всего он пошёл домой пешком, а Мига и Жулио ретировались. |             |
| Незнайка и Козлик пытаются искать бывших компаньонов в городе Сан-Комарике, но у них быстро кончаются деньги. Приходится зарабатывать подённым трудом, прислуживать у магазинов и жить в местной ночлежке «Тупичок». | Незнайка и Звёздочка не ищут Мигу и Жулио, а сразу оказываются под мостом. Работу ищет только Незнайка — ради лечения Звёздочки он выгуливает крокодилов (в книге — собак) в городском парке и поёт про кузнечика. |             |
| По расчётам Незнайки, еды в ракете должно хватить Пончику на 1 год и 4 месяца. | По расчётам компьютера «Знайка-1», еды в ракете должно было хватить ровно на год. |             |
| Пончик съедает запас еды за 4,5 суток, но семена не съедены, так как не понравились Пончику. | Пончик съедает запас еды за 7 дней, 11 часов, 38 минут и 6 секунд. Также съедена часть семян, а Пончику не понравились только морковные семена. |             |
| Незнайка нанимается выгуливать собак через контору по найму собачьих нянь. | Госпожа Минога нанимает Незнайку сама, без посредников. |             |
| Разоблачение госпожой Миногой Незнайки лишает его только работы. Вскоре после этого случая Скуперфильд разгоняет бастующих рабочих со своей фабрики и нанимает обитателей ночлежки. Незнайка и Козлик переезжают в Брехенвиль, но разгневанные уволенные преследуют штрейкбрейхеров. Герои оказываются в незнакомом городе, без денег и одежды. Они вынужденно ночуют под мостом, надеясь с утра найти необходимые вещи или уйти из города, но полиция отправляет их на Дурацкий остров.  | Узнав о том, что главный герой общается с бездомными, Минога посылает под мост полицию, из-за чего Незнайка и Звёздочка попадают на Дурацкий остров. |             |
| Определить, куда водит собак Незнайка, помогает сыщик Бигль. | Определить, где пропадает Незнайка с крокодилами, помогает инспектор Мигль. |             |
| В ночлежке «Тупичок» Козлик заболел от укуса крысы, и его лечил неназванный сан-комаринский доктор. | Под мостом Звёздочка простудилась, и её лечил тот самый доктор Шприц, который пытался рекламировать себя за счёт осмотра Незнайки на телевидении. |             |
| Доктор Шприц низкорослый, плотного телосложения и с седыми волосами, гладко выбрит, носит полукруглые очки. | Доктор Шприц высокого роста, худой, с рыжими волосами и длинным носом, имеет усы, носит пенсне с круглыми стёклами. |             |
| Законодательство против бродяжничества очень жёсткое. Любого, кто не имеет дома или нормальной одежды, отправляют на Дурацкий остров незамедлительно. Укрыться удаётся только в городских окрестностях или сельской местности (например, встреча Скуперфильда с бездомными). | Законодательство против бродяжничества есть, но выполняется слабо. В городе живут весьма долго, если не досаждают богатым гражданам или полиции. Несмотря на действующие правила в ношении одежды, Мига сам ходит без пиджака, а только в манишке и манжетах. На улицах весьма часто встречаются коротышки без головных уборов. Кроме того в большинстве эпизодов, Жулио тоже ходит без шляпы. В данном случае Звёздочка не составляет исключения. |             |
| Искусство представлено примитивной живописью и кинематографом. | Искусство представлено классической музыкой (концерт по телевидению) и картинами, которые пародируют реально существовавшую живопись. |             |
| О названии телевизионных каналов не упоминается. | Упоминается канал «Лун-ТВ» (пародия на Рен-ТВ, НТВ, МузТВ и MTV). |             |
| Знайка вывел идею о подлунном пространстве в ходе споров с профессором Звёздочкиным. Экспедиция была организована для проверки гипотезы. | Знайка предположил о существовании обитаемого ядра Луны уже через 10 дней после отлёта Незнайки и Пончика. |             |
| Незнайка, Пончик и экспедиция с Земли, проникнув через лунную оболочку внутрь Луны, оказываются на внутреннем ядре Луны в разных точках, на расстоянии нескольких дней транспортного пути друг от друга. | Незнайка, Пончик и экспедиция с Земли, проникнув через лунную оболочку внутрь Луны, оказываются на внутреннем ядре Луны в разных районах Лунного города, но в шаговой доступности друг от друга. |             |
| Заседание Большого Бредлама проходило ночью в специальном зале. На стене висел портрет неназванного капиталиста, видимо отца-основателя лунного общества. | Заседание Большого Бредлама проходило днём в одной из комнат Спрутса. На стене висел портрет тех, кто входил в состав Большого Бредлама. |             |
| Большой Бредлам состоит из 31 миллионера. | Персонажами мультфильма стали только те капиталисты, которые высказывались на заседании Большого Бредлама в книге: председатель Спрутс и миллионеры Тупс, Дубс, Скуперфильд, Жадинг и Скрягинс. |             |
| Ограбление банка не имело отношения к деньгам Большого Бредлама и было произведено 2 неназванными бандитами. | При ограблении были украдены вклады Большого Бредлама, а грабили банк Крабс и Мухомор. |             |
| При ограблении было украдено 3,5 миллиона фертингов. | Крабс и Мухомор украли 3 миллиарда фертингов. |             |
| Причины пропажи ракеты выяснены на следующий день с помощью Стекляшкина, увидевшего уже летящую ракету, и коротышки Рогалика, видевшего беглецов. | Причины пропажи ракеты выяснены через 10 дней с помощью Стекляшкина, обнаружившего ракету уже стоящей на Луне. |             |
| Спрутс владеет мануфактурой и сахарными заводами, а также хлопковыми, свекловичными, ржаными и пшеничными полями. Натуральные продукты не пугают его. Он опасается массового ухода рабочих с фабрик из-за удешевления продуктов питания. | Спрутс владеет заводами по производству синтетических пищевых продуктов и кормит ими всю Луну. Появление натуральных продуктов могло подорвать его бизнес. |             |
| Перед тем, как оказаться на внутреннем ядре Луны, Пончик пролетает над Лос-Свиносом и Лос-Кабаносом, после чего приводняется у Лос-Паганоса, где теряет свой скафандр в море из-за прибоя. | Пончик упал на пляж около Лунного Города, а позже его скафандр был добыт подручными Спрутса. |             |
| В день прибытия Пончика в Подлунный мир был сильный прибой. | В день прибытия Пончика в Подлунный мир был штиль. |             |
| Побережье, на которое попал Пончик, является владениями землевладельца Дракулы. | Побережье, на которое попал Пончик, явно не является чьей-либо собственностью, поскольку впоследствии никто не мешал ему заниматься бизнесом вплоть до прилёта Знайки и остальных. |             |
| После прибытия на внутреннюю Луну Пончик успевает заняться бизнесом, разбогатеть, разориться, устроиться на работу крутильщиком водных аттракционов и вступить там в профсоюз, члены которого и направили Пончика встретиться с коротышками с Земли. Дорога от Лос-Паганоса до Фантомаса заняла у него ночь в поезде. Он даже был взят в плен местными крестьянами из-за своего неприкрытого интереса к космонавтам.                                                                      | Пончик продолжает заниматься бизнесом. Увидев ракету из окна своего роскошного дома, Пончик просто прибегает на место посадки. |             |
| Вторая экспедиция на ракете ФИС была в составе 12 человек: только «профессионалы» — Знайка, Винтик, Шпунтик, Пилюлькин, Тюбик, Гусля, Стекляшкин, Фуксия, Селёдочка, Клёпка, Кубик и Звёздочкин. Каждый во время полёта занимался своими профессиональными обязанностями — даже Гусля сочинял «Космическую симфонию». | Вторая экспедиция на второй ракете была в составе 14 человек, обязанности половины из которых не были определены — просто как космические туристы: Ворчун, Молчун, Ромашка, Мушка, Авоська, Небоська, Растеряйка и Кнопочка. Полёт же организован силами Знайки, Винтика, Шпунтика, Пилюлькина, Тюбика и Стекляшкина. |             |
| Первая ракета «НИП» осталась на поверхности Луны. Ракета «ФИС» после отделения всех ступеней стала компактной и была использована для спуска в подлунное пространство, но была взорвана Спрутсом и Жулио. Подниматься наверх пришлось в летающих скафандрах, чтобы потом пересесть в ракету «НИП». | Вторая ракета была слишком громоздкой, и спуск в подлунное пространство произвели на первой. Космонавты возвращались на Землю двумя ракетами сразу. |             |
| По сравнению с первыми двумя частями трилогии характер Пилюлькина значительно смягчился. Он уже не грозит касторкой и не мажет йодом, а иногда и пренебрегает своими обещаниями. Например, он говорил, что будет ночной обход, а проспал все 8 часов беспробудно. | Характер Пилюлькина не изменился. |             |
| Знайке и другим космонавтам пришлось прилуняться в сельской местности и обустраивать долговременный лагерь, постоянно обороняясь от полицейских с помощью невесомости. | Знайке и другим космонавтам пришлось прилуняться прямо в городе, а полицейские под действием невесомости быстро усмиряются. |             |
| Дурацкий остров принадлежит группе неназванных богачей и даёт прибыль от продажи шерсти. Источником шерсти являются бараны — бывшие коротышки, специально подбираемые на улицах и ведущие асоциальный, по мнению властей, образ жизни. | Дурацкий остров принадлежит Спрутсу и служит источником энергии для его заводов. На остров попадают не только бедняки, но также объявленные враги системы (Гризль и Звёздочка). А из необходимости увеличить выработку энергии остров Развлечений специально рекламируется как курорт, и туда стекаются просто туристы (бездельники и любители бесплатных развлечений).                                                                            |             |
| Земные коротышки прибыли на остров Дураков на невесомом теплоходе. Они очистили остров от вредного воздуха с помощью прибора невесомости. | Земные коротышки прибыли на остров Дураков на ракете. Информационная кампания против острова, организованная по старым связям Гризля и Звёздочки, остановила поток желающих прибыть на остров. Все бывшие здесь коротышки и бараны были эвакуированы, и энергия перестала вырабатываться. Вдобавок заводы Спрутса остановились, а остров ушёл под воду.                                                                                            |             |
| Репортёр Болтик приезжает в зону невесомости вокруг лагеря земных коротышек на автомобиле. После репортажа его выносит из зоны невесомости ветром. | Специальный корреспондент канала «Лун-ТВ» приезжает в зону невесомости на острове Дураков в подводной лодке и берёт интервью у землян. |             |
| Экспедиция была в полном смысле научной: проводились изыскания и наблюдения как на поверхности Луны, так и внутри неё. Земные коротышки делятся с лунными всеми своими достижениями. Невесомость существенно облегчила труд на фабриках и усмирила полицейских. Гигантские растения привели к удешевлению продуктов, а рабочие начали отбирать фабрики у своих хозяев (чего и боялся Спрутс). Наступил социализм. За всем этим Спрутс наблюдает по телевизору, из-за чего страшно злится. | Экспедиция была сведена к раздаче семян и эвакуации Незнайки и Пончика. Появление естественных продуктов питания не влечёт видимых изменений общественного строя. Разоряется только Спрутс (остальные, вероятно, просто приспособили свой бизнес под новые реалии (Скуперфильд об этом даже мечтал)). Увидев свой крах, он разбивает телевизор, бросив в него телефоном, а также громит свой дом.                                                  |             |
| Результатом появления земных коротышек на Луне являлась полная смена общественного строя и идеологии с капитализма на социализм. | Результатом появления земных коротышек на Луне являлись улучшение экологической обстановки, полное уничтожение искусственных продуктов и замена их натуральными. Строй и идеология при этом не изменились, однако полиция значительно умерила свой пыл. |             |
| Земные учёные контактировали с лунными астрономом Альфой и лунологом Мемегой, а также с физиками Кантиком и Квантиком. | Знайка общался с одним из лунных астрономов, а Пилюлькин — с доктором Шприцем. |             |
| После воссоединения земных коротышек на Луне решено было пожить ещё несколько месяцев, но острые приступы ностальгии у Незнайки заставляют скорректировать планы. Во время возвращения Незнайка чуть не умер, но был вовремя спасён Пилюлькиным. | После воссоединения земных коротышек на Луне и раздачи семян, земляне сразу улетели домой. О болезни Незнайки вообще ничего не упоминалось. |             |

## Съёмочная группа.
- Автор идеи: Александр Люткевич
- Авторы сценария: Владимир Голованов, Сергей Иванов
- Режиссёры-постановщики: Александр Люткевич, Юрий Бутырин[5][6], Андрей Игнатенко
- Художник-постановщик по типажам: Ольга Новосёлова
- Художники-постановщики по фонам: Владимир Гагурин, Григорий Лозинский
- Оператор-постановщик: Сергей Василенко
- Редактор по монтажу: Наталия Степанцева
- Композитор: Юрий Прялкин
- Текст песен: Виктор Лунин
- Редактор: Наталья Абрамова
- Продюсеры: Алексей Гуськов, Сергей Зернов
- Художники-мультипликаторы: Юрий Бутырин, Владимир Вышегородцев, Александр Мазаев, Марина Восканьянц, Наталия Богомолова, Марина Рогова, Галина Зеброва, Дмитрий Куликов, Ольга Орлова, Андрей Игнатенко, Юрий Мещеряков, Борис Садовников, Эраст Меладзе, Андрей Парыгин, Александр Храмцов, Мария Никулина, Андрей Рябовичев и другие.

### Роли озвучивали.
- Венера Рахимова — Незнайка (1-9, 11 и 12 серии)
- Кристина Орбакайте — Звёздочка (4-9, 11 и 12 серии)
- Светлана Степченко — Пончик (1-4, 8, 11 и 12 серии) / Винтик (1, 2, 10-12 серии) / Ворчун (1, 2 и 10 серии) / Растеряйка (10-я серия) / Авоська (1, 2, 10 и 11 серии) / Колокольчик и  Сиропчик (10-я серия)
- Алексей Борзунов — Знайка (1-3 и 10-12 серии) / «Знайка-1» (3-4, 8 и 11 серии) / «Знайка-2» (11-я серия)
- Клара Румянова — Ромашка (1-3 и 10-12 серии) / Минога (9-я серия)
- Ирина Бякова — Мушка (1, 2, 10 и 11 серии)
- Александр Леньков — Стекляшкин (2-я и 10-12 серии) / Хапс (7-я серия) / Скуперфильд (7-9 серии) / один из голосов в толпе (8-я серия) / Мухомор (11-я серия)
- Михаил Кононов — Гризль (5-7 и 12 серии) / учёный-астроном (11-я серия)
- Артём Карапетян — Спрутс (5, 7, 8, 11 и 12 серии)
- Валерий Баринов — Мигль (4, 5, 7, 9 и 11 серии)
- Александр Пожаров — Мига (4-9 серии) / один из участников группы «The Moon Brothers» (8-я серия)
- Рудольф Панков — Жулио (6-9 серии)
- Борис Шувалов — Крабс (6-9 и 11-я серии) / оператор канала «Лун-ТВ» (7-я серия)
- Юрий Саранцев — Клопс (4 и 7 серии) / 2-й заключённый (4-я серия) / 1-й посетитель ресторана (8-я серия)
- Александр Рыжков — Фикс (4-я и 7-я серии) / 1-й заключённый (4-я серия) / лунатик в очереди (7-я серия) / Тупс и дворецкий Пончика (8-я и 11-я серии) / 1-й беспризорник и посетитель весёлого балаганчика (9-я серия)
- Ян Янакиев — официант (4, 8 и 9 серии)
- Светлана Харлап — Торопыжка (2 и 10 серии) / Шпунтик и доктор Пилюлькин (1, 2, 10-12 серии) / Небоська (1, 2, 10 и 11 серии) / хозяйка, выгнавшая Звёздочку (5-я серия) / 2-й беспризорник (9-я серия)
- Вячеслав Баранов — 2-й посетитель весёлого балаганчика и 3-й заключённый (4-я серия) / Жадинг (8-я и 11-я серии) / один из голосов в толпе (8-я серия) / хозяин весёлого балаганчика (9-я серия) / лунатик, заметивший ракету (11-я серия)
- Ирина Губанова — ведущая канала «Лун-ТВ» (5-я, 7-я и 12-я серии)
- Владимир Михитаров — коротышка, похожий на Пончика (5-я серия) / доктор Шприц (7-я и 9-я серии)
- Юрий Прялкин — шарманщик, рекламирующий остров Дураков (5-я и 9-я серии)
- Юрий Меншагин — 2-й посетитель ресторана (8-я серия)
- Юрий Маляров — Дубс и один из голосов в толпе (8-я серия) / 3-й беспризорник и посетитель весёлого балаганчика (9 серия)
- Борис Токарев — Скрягинс (8-я и 11-я серии) / 4-й беспризорник и посетитель весёлого балаганчика (9-я серия) / специальный корреспондент канала «Лун-ТВ» (12-я серия)
- Александр Воеводин — Козлик (9-я и 11-я серии)
- Александр Быков — Говорилкин (10-я серия)
- Дмитрий Филимонов — Цветик (10-я серия)
- В эпизодах:
  - Игорь Климов
  - Екатерина Корабельник
  - Татьяна Родионова
  - Валерий Толков
  - Людмила Шувалова
  - Юрий Юраш

## Список серий.
| №  | Название                                 | Год выпуска | Продолжительность                                                   |
| -- | ---------------------------------------- | ----------- | ------------------------------------------------------------------- |
| 1  | Загадка лунного камня                    | 1997        | 14 мин. 26 сек.                                                     |
| 2  | Грандиозный замысел Знайки               | 1997        | 13 мин. 55 сек.                                                     |
| 3  | Незнайка и Пончик летят на Луну          | 1997        | 14 мин. 54 сек.                                                     |
| 4  | Первый день на Луне                      | 1997        | 14 мин. 12 сек.                                                     |
| 5  | Звёздочка                                | 1997        | 14 мин. 22 сек.                                                     |
| 6  | «Дорогие» друзья                         | 1997        | 14 мин. 1 сек.                                                      |
| 7  | Акционерное общество гигантских растений | 1998        | 14 мин. 23 сек.                                                     |
| 8  | Большой Бредлам                          | 1998        | 14 мин. 41 сек. (телевизионная версия) 13 мин. 6 сек. (VHS-версия)  |
| 9  | Незнайка ищет работу                     | 1998        | 14 мин. 7 сек.                                                      |
| 10 | Куда исчезла ракета                      | 1998        | 14 мин. 2 сек. (телевизионная версия) 10 мин. 46 сек. (VHS-версия)  |
| 11 | Знайка спешит на помощь                  | 1998        | 15 мин. 8 сек.                                                      |
| 12 | Дорога домой                             | 1998        | 14 мин. 38 сек. (телевизионная версия) 14 мин. 13 сек. (VHS-версия) |

Полная версия 12-й серии вышла в 1999 году.

## Производство.
Изначально был создан пробный пилот, на создание которого Александру Люткевичу удалось раздобыть 6000 долларов, однако этих денег не хватило на то, чтобы сделать пилот в полном виде, в каком он задумывался изначально (анимация не прошла дальше стадии контурной прорисовки). Некоторые детали, которые позже вошли в третью серию (в частности силуэты и тени Незнайки и Пончика, когда они крадутся к ракете), были продуманы ещё во время создания пилота. В отличие от итогового варианта в пилоте двухмерными были только персонажи, в то время как задники и различные предметы были выполнены в виде трёхмерной 3D-графики (их создала студия «Рендер-Клаб»).
При создании использовалась классическая технология полной анимации (как, например, в м/ф «Конёк-горбунок» и «Сказка о царе Салтане»), что является редким случаем 1990-х в связи с её высокой себестоимостью. Двухлетний перерыв между выпуском 1 и 2 частей был вызван как применением в мультфильме устаревшей для того времени технологии (контуры персонажей вручную переносились на листы целлулоида), так и экономическим кризисом 1998 года, временно заморозившим производство, также потребовалось время, чтобы снова собралась команда аниматоров.
Решение разделить мультсериал на две части было принято ещё до начала съёмок, поскольку у авторов не было уверенности, что они смогут его закончить. Изначально в мультсериале должно было быть 14 серий, но их количество было сокращено до 12, когда выяснилось, что первая часть укладывается только в 6 серий. Поскольку мультфильм создавался именно для выхода на видеоносителях, то удлинять вторую часть до 8 серий посчитали экономически невыгодным. Среди вырезанных сюжетных линий была та, где ближе к концу у Незнайки начинается ностальгия по Земле и солнцу (по словам Александра Люткевича, по крайней мере эта сюжетная линия была предварительно целиком озвучена).
При разработке фонов, различных предметов и персонажей создатели активно использовали иллюстрации Генриха Валька, который иллюстрировал оригинальное издание книги. Это обосновано тем, что читатели этой книги привыкли видеть коротышек из Цветочного города именно такими, какими их нарисовал этот художник.
Однако внешний вид Незнайки отличается от иллюстраций Валька цветом волос (у него этот персонаж изображён брюнетом) — специально для мультфильма Ольга Новосёлова создала новый облик главного героя, который легче было анимировать (окончательный облик Незнайки сформировался только во время работы над мультсериалом). Из остальных персонажей у Валька были позаимствованы только образы Знайки и Пончика с незначительными изменениями. Первая ракета, на которой на Луну летят Незнайка и Пончик, взята с иллюстраций Валька, но срисована со второй ракеты (в которой на Луну прилетают Знайка и другие).
Хотя в книге давалось подробное описание того, каким образом на внутренней Луне происходит смена дня и ночи при визуальном отсутствии солнца, Александр Люткевич изначально рассматривал идею, что на внутреннем ядре царила постоянная ночь, и Лунный город должен был быть весь в искусственном освещении. Венера Рахимова озвучивала Незнайку не только в этом фильме, но и в радиопостановке Григория Гладкова «Приключения Незнайки и его друзей» (1995).
Первые 6 серий были выпущены в двухкассетном издании (по три серии на каждой), что, по словам Люткевича, было сделано в целях отследить выход мультфильма на «пиратской» продукции.
На период съёмок студия «FAF Entertainment» арендовала помещения в киностудии имени М. Горького и сразу после завершения процесса анимирования переехала на «Центрнаучфильм», где смонтирован мультфильм. Дороговизна аренды киностудии Горького привела к нехватке средств на перевозку анимационных материалов, из-за чего почти все оригинальные целлулоиды были в тот период выброшены.
В мае 2015 года блогер Дмитрий «Сыендук» Карпов купил за 1 рубль три целлулоида у Алексея Почивалова, который был ассистентом художников-фазовщиков мультфильма. По словам Почивалова, это были единственные целлулоиды, оставшиеся от мультфильма. В июле 2019 года Карпов продал один из целлулоидов за 30 000 рублей на благотворительном аукционе гаражной гик-распродажи. Вырученные средства были перечислены в правозащитную организацию помощи политическим заключённым.

### Судебное разбирательство.
В апреле 1996 года Игорь Носов и его отец Пётр (внук и сын Н. Носова соответственно) заключили со студией «FAF Entertainment» договор на право написания сценария и производство мультфильма. Вопрос о реализации в самом договоре толком прописан не был. Там не было и пункта, по которому запрещалось выпускать какую-либо сопутствующую продукцию без какого-либо согласия Носовых. С ними было лишь устно оговорено, что в течение некоторого времени будет выпускаться определённая продукция для раскрутки мультфильма и что они не будут требовать процентов от прибыли продажи продукции и показов и тиражирования фильма на видеокассетах.
В 1998 году (после того как были выпущены первые 6 серий) студия «FAF Entertainment» предложила Носовым для успешного продвижения мультфильма на рынок дать им разрешение на товарный знак названия фильма, чтобы затем законно выдавать фирмам-изготовителям лицензии на использование Незнайки во всевозможной рекламе. Носовы ответили на это отказом. Однако, начиная с первой половины 1998 года и по первую половину 2000 года, на российский рынок поступило множество сопутствующих товаров, относящихся к мультфильму:
- шоколад «Секрет коротышек» (с орехами), «Лунная начинка» (со сливочной начинкой), «Лунная невесомость» (пористый белый), «Малиновый дождик» (с малиновым желе) и т. д;
- сухие завтраки «Лунные шарики», «Молочная невесомость», «Мечта Пончика» (колечки) и «Фигли-мигли» (кукурузные хлопья);
- жевательные резинки с наклейками-вкладышами;
- наклейки;
- раскраски;
- сборники головоломок;
- газированные напитки «Лунная льдинка», «Эликсир невесомости», «Газировка Солнечного города» (со вкусом апельсина), «Лимоновый рай» (со вкусом лимона), «Лунный нектар» и «Малиновая мечта» (со вкусом малины);
- настольные игры;
- тетради;
- подарочный набор «Куча-мала (совсем не мала)» в комплекте с календарём и гороскопом.

В 2000 году (после выхода последних 6 серий мультфильма) студия «FAF Entertainment» сама зарегистрировала в патентном ведомстве товарный знак «Незнайка на Луне». Договоры на производство продукции после этого заключала специально созданная на основе «FAF Entertainment» структура «Таро Интертейнмент», которая также должна была решать проблемы с претензиями третьих сторон. В итоге к 2002 году сложилась ситуация, в которой у Носовых были авторские права только на книги, а у «FAF Entertainment» — права на мультфильм и продукцию.
Тогда Носовы обратились в Роспатент с требованием аннулировать регистрацию товарного знака. Роспатент признал их правоту, постановив аннулирование товарного знака, однако продукцию с Незнайкой ещё какое-то время продолжали выпускать. Тогда Игорь Носов попытался заключить с фирмами-изготовителями легальные договоры, но большинство из них ответили отказом, ссылаясь на «Таро Интертейнмент», с которой они и заключали договоры на производство продукции.
В конечном итоге Игорь Носов подал иск против компаний «Эгмонт Россия ЛТД» (которая выпускала всю печатную продукцию на основе мультфильма) и «Время АВ» (которая выпускала детские формочки для песочницы под названием «Незнайка»), но в конце 2003 года проиграл оба дела: суд постановил, что ни Николай Носов, ни его наследники не имеют авторского права на имя Незнайки, поскольку персонажа с таким именем придумала Анна Хвольсон для её же детской книги «Царство малюток», а само слово «незнайка» было упомянуто ещё самим Владимиром Далем в его «Толковом словаре». Право на анимационный облик Незнайки осталось за «FAF Entertainment».

## Музыкальное оформление.
К музыкальному оформлению мультфильма относятся классические произведения Михаила Глинки, Камиля Сен-Санса, Людвига ван Бетховена, Гектора Берлиоза, Шарля Гуно, Александра Бородина, Иоганна Штрауса-младшего, Джоаккино Россини, Рихарда Вагнера, Эдварда Грига, Поля Дюка, Вольфганга Амадея Моцарта, Модеста Мусоргского и других композиторов в аранжировке Юрия Прялкина, а также песни на стихи Виктора Лунина.
Первая серия:
- «Вступление» (на мотив «Perpetuum mobile» Иоганна Штрауса-младшего) — Юрий Прялкин

Вторая серия:
- «Танец рыб» (начало из финала сюиты Камиля Сен-Санса «Карнавал животных») — Юрий Прялкин

Третья серия:
- «Сон Незнайки» (отрывок из пятой части «Фантастической симфонии» Гектора Берлиоза — «Сон в ночь шабаша»)

Четвёртая серия:
- «Погоня крокодилов за Незнайкой», «Обед Незнайки в кафе» (на мотив «Турецкого рондо» Вольфганга Амадея Моцарта)

Пятая серия:
- «Чудесный остров» (на мотив симфонической поэмы Камиля Сен-Санса «Пляска смерти») — Юрий Прялкин
- «Чудесный остров (реприза)» (на тот же самый мотив, а капелла) — Кристина Орбакайте

Шестая серия:
- «Малютка-Луна» (на мотив симфонической картины Александра Бородина «В Средней Азии») — Кристина Орбакайте

Седьмая серия:
- «Дуэт Незнайки и Звёздочки» (на мотив скерцо Поля Дюка «Ученик чародея») — Венера Рахимова и Кристина Орбакайте

Восьмая серия:
- «Обед Пончика в кафе» (на мотив «Турецкого рондо» Вольфганга Амадея Моцарта)
- «Песня Пончика» (на мотив темы огня Логе из оперы Рихарда Вагнера «Валькирия») — Светлана Степченко

Девятая серия:
- «Песня про кузнечика» (на мотив финала сюиты Камиля Сен-Санса «Карнавал животных») — Венера Рахимова и Юрий Прялкин

Десятая серия:
- «Песня отважных спасателей» (на мотив увертюры к опере Михаила Глинки «Руслан и Людмила») — Клара Румянова, Светлана Степченко и Александр Леньков

Двенадцатая серия:
- «Песня Гризля» (на мотив композиции «В пещере горного короля» из сюиты Эдварда Грига «Пер Гюнт») — Михаил Кононов
- «Песня Ромашки» (на мотив песни Сольвейг оттуда же) — Клара Румянова
- «Незнайка на Луне» — Валерий Меладзе

В начальной заставке, которая использовалась в VHS-версии перед началом первых 6 серий, а также в телевизионной версии фильма, звучит мелодия Иоганна Штрауса-младшего «Perpetuum mobile». Заключительная же песня во время финальных титров «Незнайка на Луне» в исполнении Валерия Меладзе вошла в его альбом «Всё так и было» (1999).

## Саундтрек.
1. Падение Незнайки на Луну
2. Тема Цветочного города
3. Малютка-Луна
4. Озорство Незнайки
5. Телескоп Стекляшкина
6. Прибор невесомости
7. Танец в пещере Горного Короля	(ремикс)
8. Чудесный остров
9. Ракета
10. Луна-сити
11. Колыбельная Пончика
12. Дуэт Незнайки и Звездочки
13. Незнайка в тюрьме
14. Преуспевающий Пончик
15. Песня Пончика
16. Ограбление
17. Песня про кузнечика
18. Оружейный магазин
19. Сон Незнайки
20. Песня отважных спасателей
21. Невесомость
22. Запуск бутылки
23. Песня Гризля
24. Торжество Знайки
25. Песня Ромашки
26. Пончик и скафандр
27. Крах Спрутса
28. Незнайка на Луне (песня Валерий Меладзе)
29. Песня Сольвейг (ремикс)
30. Танец рыб
31. Жук[C 8]

## Награды.
- Приз «Лучший м/ф года» журнала «ВидеоМагазин»
- Диплом фестиваля «Золотая рыбка»
- Приз зрительских симпатий фестиваля «Дети и экология: XXI век»

## Прокат и издания.
- Существует версия на 4 VHS-кассетах:
  - Незнайка на Луне — 1-6 серии
  - Незнайка на Луне-2 — 7-12 серии
  - Незнайка на Луне-3: Музыкальное путешествие — музыка и караоке + документальный фильм «Как делали „Незнайку на Луне“»
  - Незнайка на Луне: Новая версия — презентационная версия с вырезанными сценами из мультфильма (см. раздел Презентационная версия)
- В 2000 году вышел комплект «Незнайка на Луне: Коллекционное издание» — там входят: 3 VHS-видеокассеты (все 12 серий + документальный фильм «Как делали „Незнайку на Луне“») + две настольные игры.
- В 2003 году и в декабре 2008 года вышла версия на DVD от компании «Союз-видео».

## Как делали «Незнайку на Луне».
Этот 13-минутный документальный телефильм был снят в 1999 году. В нём рассказывается о том, как снимали мультсериал «Незнайка на Луне» и как делаются мультфильмы. Есть два варианта: первый — выпущенный специально для телевидения, второй — изданный на DVD в качестве приложения к фильму.

### Создатели.
- В фильме принимали участие:
  - Кристина Орбакайте
  - Валерий Меладзе
  - Юрий Бутырин
  - Борис Садовников
  - Юрий Прялкин
  - Артур Толстобров
  - Эраст Меладзе
  - Александра Евсеева
  - Сергей Василенко
  - Ирина Литовская
  - Алексей Почивалов
  - Генрих Вальк[C 9][14]
- Руководители студии Ф. А. Ф. — Сергей Зернов, Алексей Гуськов
- Над фильмом работали:
  - Вадим Шмелёв
  - Евгений Звездаков
  - Михаил Попов
  - Елена Имамова